# Wszystko, na co niebo zezwala
Wszystko, na co niebo zezwala (ang. All That Heaven Allows) – amerykański melodramat filmowy z 1955 roku w reżyserii Douglasa Sirka.

## Fabuła
Mąż Cary Scott (Jane Wyman) umiera, pozostawiając żonę samą z dziećmi. Wdowa jednak żyje dostatnio i stara się być szczęśliwa, pojawiając się na licznych przyjęciach. Jako piękna kobieta i członkini śmietanki towarzyskiej jest obiektem westchnień wielu adoratorów. Przyjaciółka wdowy Sara (Agnes Moorehead) oraz jej dzieci próbują ją wyswatać z Harveyem (Conrad Nagel).
Cary jednak zakochuje się w Ronie Kirbym (Rock Hudson) z wzajemnością. Na drodze szczęścia dwojga kochanków staje status społeczny mężczyzny. Jest on bowiem ogrodnikiem zatrudnionym przez Cary.
Film opowiada historię ich miłości oraz przedstawia kontrowersje w drobnomieszczańskiej społeczności, jakie wywołał związek.

## Obsada
- Jane Wyman jako Cary Scott
- Rock Hudson jako Ron Kirby
- Agnes Moorehead jako Sara Warren
- Alex Gerry jako George Warren
- William Reynolds jako Ned Scott
- Gloria Talbott jako Kay Scott
- Conrad Nagel jako Harvey
- Nestor Paiva jako Manuel
- Donald Curtis jako Howard Hoffer
- Leigh Snowden jako Jo-Ann
- Jacueline de Wit jako Mona Plash
- Hayden Rorke jako Doktor Hennessy
- Charles Drake jako Mick Anderson
- Virginia Grey jako Alida Anderson
- Forrest Lewis jako Pan Weeks
- Tol Avery jako Tom Allenby
- Merry Anders jako Mary Ann

## Wyróżnienia
| Rok wpisania | National Film Registry |
| ------------ | --- |
| 1995         | Lista filmów budujących dziedzictwo kulturalne USA utworzona przez National Film Preservation Board i przechowywana w Bibliotece Kongresu Stanów Zjednoczonych |